# Projet de la grande mosquée de Marseille
 (décembre 2022).
- Si vous ne connaissez pas le sujet, laissez ce bandeau (vous pouvez alors contacter les auteurs).
- Si vous supprimez le contenu mis en cause (vous pouvez préalablement contacter les auteurs),

argumentez précisément cette suppression dans la page de discussion
(un manque de référence n'est pas un argument ; une recherche réelle de référence doit avoir été effectuée, être formellement documentée).
 (octobre 2015).
Le  projet de la grande Mosquée de Marseille est celui d'une grande mosquée style méditerranéen dessinée par les architectes du Bureau Architecture Méditerranée : Thierry Chambon, Maxime Repaux et Frédéric Roustan et destinée au 15e arrondissement de Marseille. D'une capacité de 7 000 places, elle serait devenue la première mosquée de France devant celle d'Évry (5 000 places). Le projet débuté en 2013 est abandonné en 2016.

## Historique
En 1989, Cheikh Abbas, recteur remarqué de la Grande Mosquée de Paris, à la suite d'un grand meeting à Marseille, crée la première fédération régionale des musulmans (celle du sud de la France) avec le concours de 123 associations musulmanes de la région et installe à sa tête l'Imam Bachir Dahmani, président de la mosquée Al-Nasr (10e arrondissement). Il annonce son intention d'édifier une grande mosquée à Marseille. Le projet ne voit pas le jour, à la suite de son décès soudain.
En 1995, l'Institut musulman de la Mosquée de Paris nomme Soheib Bencheikh, mufti de Marseille et de sa région. Le mufti forme un conseil de réflexion sur les affaires islamiques (CORAI) et présente à la presse une maquette futuriste d'une grande mosquée à Marseille. Il demande au maire un terrain.
C'est en 2001, après sa réélection, que Jean-Claude Gaudin, sénateur maire de Marseille, annonce publiquement son intention de répondre à la demande de la communauté musulmane par la mise à disposition d'un terrain dans les quartiers nord de Marseille (à Saint-Louis), sur les friches des anciens abattoirs, pour l'édification d'un « Centre cultuel et culturel musulman à Marseille ». Un comité de pilotage, composé d'élus municipaux, a auditionné plus de 150 personnalités d'horizons divers pour mieux appréhender la situation et évaluer les enjeux.
En réponse à cette initiative municipale, l'imam Bachir Dahmani s'allie au mufti Soheib Bencheikh, sous la houlette de la Mosquée de Paris. Ils créent le collectif des associations musulmanes de Marseille (CAMM) pour porter le projet.
De leur côté, l'imam Mourad Zerfaoui et le cheikh Mohamed Yassine (Tabligh) alliés au sein du Conseil des imams de Marseille et ses environs (CIME), créent la Coordination des musulmans de Marseille (COMUM) pour le même objectif.
Devant la très vive polémique, attisée par les déclarations divergentes de la presse locale, le blocage est patent. Chaque partie invite alors l'autre à la rejoindre.
En décembre 2003, El Hassan Bouod, patron d'Islam viandes, fait une tentative en réunissant dans ses bureaux le CIME et Soheib Bencheikh. Après deux jours de discussion, les participants signent un préaccord définissant le partage des responsabilités dans la future association porteuse. Devant le non-respect de ce préaccord par les militants du CIME, Soheib Bencheikh et les membres du CORAI le dénoncent unilatéralement avant sa présentation au maire.
Toutefois, selon un article de L'Express en 2005, « le maire n'a jamais caché son souhait de voir le chantier pris en main par le mufti de Marseille, Soheib Bencheikh, un « modéré » proche de la Mosquée de Paris. Mais les représentants des autres tendances y sont opposés, et personne n'arrive à s'entendre sur le financement, ni sur la nomination des responsables de l'institution ni sur le choix des imams. »
Le permis de construire est remis par le sénateur-maire UMP Jean-Claude Gaudin au président de l'association « La Grande Mosquée de Marseille », Abderrahmane Ghoul. Les travaux débutent en 2010. La cérémonie de la pose de la première pierre a lieu le 20 mai 2010.
En 2011, l'inauguration est prévue pour la fête de l'Aïd en novembre 2013. Le 27 octobre 2011, le tribunal administratif de Marseille annonce qu'il va annuler le permis de construire de la grande mosquée de Marseille. En cause, « (le parking de 450 places) n'a pas encore fait l'objet d'un engagement formel ou d'une programmation de la part du maitre d'ouvrage ». Cependant, le 19 juin 2012, la cour administrative d'appel valide le permis de construire à la suite de l'engagement des collectivités locales à construire le parking ; des problèmes de financement demeurent.
Le chantier, au point mort en raison d'une bataille judiciaire longue de trois ans, est officiellement lancé le 5 juillet 2013. Mais le manque d'argent fait que les travaux tournent au ralenti. L’association compte sur l'État algérien pour recevoir des subsides à hauteur de 7 millions d'euros. Cependant, le président étant destitué pour avoir manqué de transparence aux yeux de ses électeurs, les fonds étrangers ne viennent jamais.
La mairie de Marseille, propriétaire du terrain demande 2 millions € pour la destruction d'un bâtiment existant. Un appel aux dons auprès des fidèles, des entreprises et des ambassades d'états. La somme ne sera jamais récoltée. Un conflit entre les anciens dirigeants de l'association "la Grande Mosquée de Marseille" et les nouveaux sur fond de détournement de fonds entraîne l'arrêt du chantier. Les lieux sont murés le 10 mars 2015.
Le 27 septembre 2016, la mairie de Marseille, propriétaire du terrain annonce la résiliation du bail de l'association et la caducité du permis de construire. La décision doit être validée en conseil municipal.
Le 23 janvier 2017, le tribunal administratif a rejeté la requête de l'avocat de l'association "La Mosquée de Marseille" et a autorisé la municipalité à résilier son bail.

## Caractéristiques
Cette mosquée avait été conçue pour être la plus grande mosquée de France.
- 8 600 m2 de terrain
- Salle de prière de 3 500 m2 d'une capacité de 7 000 fidèles
- 450 places de parking
- Minaret de 25 mètres de haut
- Une bibliothèque
- Une librairie
- Une école théologique.
- Un restaurant-salon de thé
- Estimation du coût : 22 millions €